# Władysław Adamus
Władysław Adamus (ur. 23 lipca 1895 w Bulowicach, zm. wiosną 1940 w Charkowie) – podpułkownik piechoty Wojska Polskiego, działacz niepodległościowy, ofiara zbrodni katyńskiej.

## Życiorys
Syn Antoniego i Agnieszki urodzony 23 lipca 1895 w Bulowicach, w ówczesnym powiecie bialskim Królestwa Galicji i Lodomerii. W 1914 ukończył z wyróżnieniem c. k. Seminarium Nauczycielskie Męskie w Kętach. 
W listopadzie 1930 został przeniesiony do 19 Dywizji Piechoty w Wilnie na stanowisko oficera sztabu. 12 marca 1933 został mianowany majorem ze starszeństwem z 1 stycznia 1933 i 14. lokatą w korpusie oficerów piechoty. W czerwcu 1933 został przeniesiony do 15 pułku piechoty w Dęblinie na stanowisko dowódcy batalionu. W grudniu 1934 został przeniesiony do Centrum Wyszkolenia Piechoty w Rembertowie na stanowisko wykładowcy taktyki piechoty. 20 maja 1938 został przeniesiony do 36 pułku piechoty w Warszawie na stanowisko dowódcy II batalionu. Na stopień podpułkownika został awansowany ze starszeństwem z 19 marca 1939 i 74. lokatą w korpusie oficerów piechoty.
W nieznanych okolicznościach, po agresji ZSRR na Polskę (17 września 1939), dostał się do sowieckiej niewoli i został osadzony w obozie w Starobielsku. Wiosną 1940 został zamordowany przez funkcjonariuszy NKWD w Charkowie i pogrzebany w Piatichatkach. Od 17 czerwca 2000 spoczywa na Cmentarzu Ofiar Totalitaryzmu w Charkowie. Figuruje na tzw. liście Gajdideja (poz. 19).
5 października 2007 minister obrony narodowej Aleksander Szczygło mianował go pośmiertnie na stopień pułkownika. Awans został ogłoszony 9 listopada 2007, w Warszawie, w trakcie uroczystości „Katyń Pamiętamy – Uczcijmy Pamięć Bohaterów”.

## Ordery i odznaczenia
- Krzyż Niepodległości – 6 czerwca 1931 „za pracę w dziele odzyskania niepodległości”[14][15]
- Krzyż Walecznych[16][10]
- Złoty Krzyż Zasługi – 1938 „za zasługi na polu pracy społecznej”[17][10]
- Srebrny Krzyż Zasługi – 18 marca 1930 „za zasługi na polu wyszkolenia wojska”[18][10]
- Krzyż Zasługi Wojsk Litwy Środkowej – 11 listopada 1931[19][10]